# NRGi
NRGI A.M.B.A. og NRGi Holding A/S er et dansk forbrugerejet energiselskab med hovedsæde i Århus. Selskabet blev dannet som et resultat af fusionen mellem de kommunale elselskaber i Århus, Ebeltoft og Grenaa samt energiselskabet ARKE (Aarhus, Randers og Kaløvigegnens Elektricitetsselskab) i 2000. NRGi fusionerede i 2008 med Energi Horsens. NRGi ejes af 225.000 andelshavere og beskæftiger ca. 1.500 medarbejdere.
NRGi sponsorede Aarhus Stadion i perioden 2006-2015 hvor det gik under navnet NRGi Arena.
I 2021 omsatte NRGi for 2,8 milliarder kr.
NRGi-koncernen består af følgende forretningsenheder og partnerskaber:
- KONSTANT Net
- Kuben Management
- Exometric
- EBAS
- NRGi Renewables
- NRGi Elsalg
- Elcon
- Fibia
- Energi Danmark
- Clever
- Scanenergi A/S
- Visue

## Eksterne henvisning
- NRGi's hjemmeside